# Friedrich Julius Stahl
 Der er for få eller ingen kildehenvisninger i denne artikel, hvilket er et problem. Du kan hjælpe ved at angive troværdige kilder til de påstande, som fremføres i artiklen.

Friedrich Julius Stahl (født 16. januar 1802 i München, død 10. august 1861 i Brückenau) var en tysk retslærd og politiker. 
Stahl var født af jødiske forældre under navnet Julius Jolson. 1819 gik han over til kristendommen, blev 1826 Dr. jur. i Würzburg, 1827 privatdocent i München, 1832 ekstraordinær professor i Erlangen, samme år ordentlig professor i Würzburg, 1834 i Erlangen, 1840 i Berlin. 
Som forfatter debuterede Stahl 1827 med et mindre betydeligt romerretligt arbejde, Über das ältere und neuere römische Klagerecht. Under påvirkning af Schelling og — som han selv siger — levende overbevist om den Hegelske filosofis usandhed, udarbejdede han sit hovedværk, den berømte Die Philosophie des Rechts, I—II (1830 og 1837, 2. væsentlig omarbejdede udgave 1845—47 og senere), hvis 1. del: Geschichte der Rechtsphilosophie bryder staven over alle tidligere retsfilosofiske systemer, og hvis 2. del — i 2 afdelinger — Rechts- und Staatslehre auf der Grundlage christlicher Weltanschauung, som undertitlen viser, bygger på kristelig grundvold. 
Hverken Schelling eller Hegel består Stahls retsfilosofiske vandprøve, om end Stahl, trods sit udgangspunkt og sin polemik, ikke kan fornægte det Hegelske blod i årerne. For Stahl er Gud det centrale, statens magt hviler ikke på menneskelig overenskomst eller tildeling, dens berettigelse skyldes fuldmagt fra Gud. Vel er Stahls grundsynspunkt beslægtet med Joseph de Maistres, men hans positive læresætninger må adskilles såvel fra de Maistres som fra Hallers. 
Som kriminalist lader Stahl i sin teokratiske rigorisme selv Kants krasse straffeteori langt tilbage. Ved sit energiske arbejde på at virkeliggøre sine teorier i praksis, ved sin personlige indflydelse på Frederik Vilhelm IV, ved sine ualmindelige evner som taler og debattør blev Stahl den politiske reaktions hovedapostel. Både som medlem (1849) af det preussiske førstekammer, af Erfurt-parlamentet (1850) og af det evangeliske Overkirkeråd spillede Stahl en betydelig rolle som det yderste højres fører, optrådte mod ophævelse af fideikommisser, mod borgerligt ægteskab o. s. fr. 
Kirkelig set stod Stahl på det skarpest udprægede lutherske standpunkt; han forfægtede det blandt andet i skrifter som
Die Kirchenverfassung nach Lehre und Recht der Protestanten (1840, 2. udgave 1862), Der christliche Staat und sein Verhältniss zu Deismus und Judenthum (1847), Die Revolution und die constitutionelle Monarchie (2. oplag 1849), Was ist Revolution? (1852), Der Protestantismus als politisches Prinzip (1853, oversat på dansk af Anton Crone, Odense 1854), Über christliche Toleranz (1855), Die lutherische Kirche und die Union (1859) og det opsigtvækkende Wider Bunsen (3. optryk sammesteds 1856). Efter Stahls død udgav J.P.M. Treuherz hans Parlamentarische Reden (samme år); Siebzehn parlamentarische Reden und drei Vorträge udkom 1862. Det nærmere forhold mellem Stahl og dansk retsvidenskab — F.C. Bornemann — er ikke fyldestgørende udredet endnu. 